# Жан Кастекс
Жан Кастекс (фр. Jean Castex; Вик-Фезансак, 25. јун 1965) француски је политичар и бивши премијер Француске.
Пре именовања на функцију премијера, био је високи државни службеник са задатком да координира ублажавање последица пандемије вируса корона.